# Hégészinosz
Hégészinosz (Kr. e. 2. század) görög filozófus.
Pergamonból származott, az athéni Akadémián tanított, Karneadész mestere volt. Cicero és Diogenész Laertiosz tesz említést róla.